# أنور الكموني
أنور الكموني (من مواليد 1 مايو 1983) هو لاعب تنس مصري محترف سابق. حقق أعلى تصنيف له في فردي الرابطة المحترفة للاعبي التنس (ATP) وهو 1474 في أكتوبر 2007. شارك الكموني في العديد من البطولات الدولية منذ سن الحادية والعشرين. في ثاني بطولة دولية له في مقدونيا عام 2007، شُخِّصَ بإصابته بمرض فشل النخاع العظمي أثناء لعبه مباراة. أبتعد عن الملاعب لأكثر من سبع سنوات، خضع خلالها لعلاج ناجح، بما في ذلك زراعة نخاع العظام. عاد للعب مرة أخرى في سن الرابعة والثلاثين، وشارك في العديد من بطولات الفيوتشرز. أصبح أول لاعب في العالم يعود إلى تصنيف الاتحاد الدولي للتنس (ITF) بعد عملية زراعة نخاع العظم، حيث وصل إلى تصنيف 3024.

## انشطته الانسانية
شارك الكموني في عدد كبير من الفعاليات العالمية كمؤسس لحملة مانح الأمل "The Hope Giver Campaign" التي استهدفت المصابين بمرضى السرطان وكبار السن والأيتام وأصحاب المشاكل النفسية، تُقام الحملة سنويًا بمشاركة أكثر من 14 دولة، كما وصلت انشطة الحملة إلى 33 دولة حول العالم. وشارك الكموني كمتحدث رسمي في منتدى تيدكس العالمي 3 مرات و ويكي ستيج والعديد من المنتديات والفعاليات العالمية الأخرى، كما تمّ تكريمه من قبل عشرات المنظمات العالمية، ويعمل أنور سفيراً رياضياً في مؤسسة بهية لسرطان الثدي في مصر.

## فيلم وثائقي
في عام 2019، صدر فيلم وثائقي يحكي قصة أنور بعنوان "القرن السابع قبل الميلاد". كما شارك الفيلم في مهرجانات الأفلام الدولية، وعُرض في دور السينما المصرية، وعُرض لمرضى السرطان في مصر وخارجها. وقد ذهبت جميع أرباح بيع تذاكر الحضور للأعمال الخيرية.

## كتاب
كتب الكموني سيرته الذاتية في كتاب بعنوان "مباراة في ملعب الموت" عام 2021 والذي صدر عن دار الكرمة للنشر. كما تمّ اختيار الكتاب ضمن قائمة أفضل كتب السيرة الذاتية للشخصيات العربية البارزة في عام 2021.